# جوليام بونفيم سانتوس
جوليام بونفيم سانتوس (بالبرتغالية: Jhulliam‏) (4 أبريل 1988 في البرازيل - ) هو لاعب كرة قدم برازيلي في مركز الوسط. لعب مع ساو كريستوفاو ونادي الهلال ونادي باهيا ونادي شريف تيراسبول ونادي كورينثيانس ألاغوانو وAssociação Atlética Coruripe ‏ وغاليسيا سبورت ‏ وEsporte Clube Poções ‏ وJuazeiro Social Clube ‏ وإندي إليفن.

## روابط خارجية
- جوليام بونفيم سانتوس على موقع قاعدة بيانات كرة القدم.إي يو (الإنجليزية)
- جوليام بونفيم سانتوس على موقع Soccerway.com (الإنجليزية)
- جوليام بونفيم سانتوس على موقع AS.com (الإسبانية)